# 圣若望祭坛画 (梅姆林)
 ]]

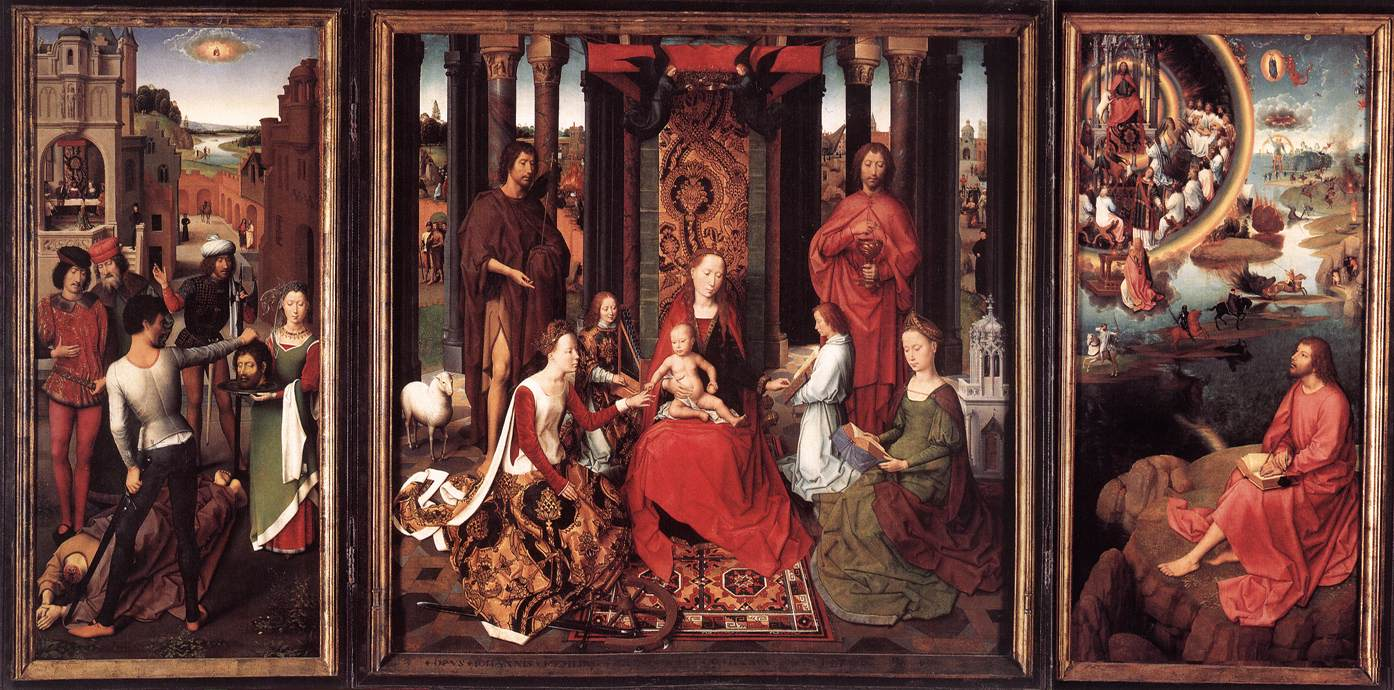
圣若望祭坛画, 油画, 173.6 × 173.7 cm (中间), 176 × 78.9 cm (两翼), 梅姆林博物馆

《圣若望祭坛画》是早期尼德兰画家 汉斯·梅姆林 的一幅大型三联画，绘制于1479 年左右，为布鲁日的圣若望医院( Sint-Janshospitaal ) 新的后殿而订制，留有签名并标注安装日期 （1479 年）。今天仍在医院里的梅姆林博物馆。